# Intricatotrypanius
Intricatotrypanius is een kevergeslacht uit de familie van de boktorren (Cerambycidae). De wetenschappelijke naam van het geslacht werd voor het eerst geldig gepubliceerd in 1959 door Breuning.

## Soorten
Intricatotrypanius is monotypisch en omvat slechts de volgende soort:
- Intricatotrypanius intricatus (Gressitt, 1956)